# Yasmine Lafitte

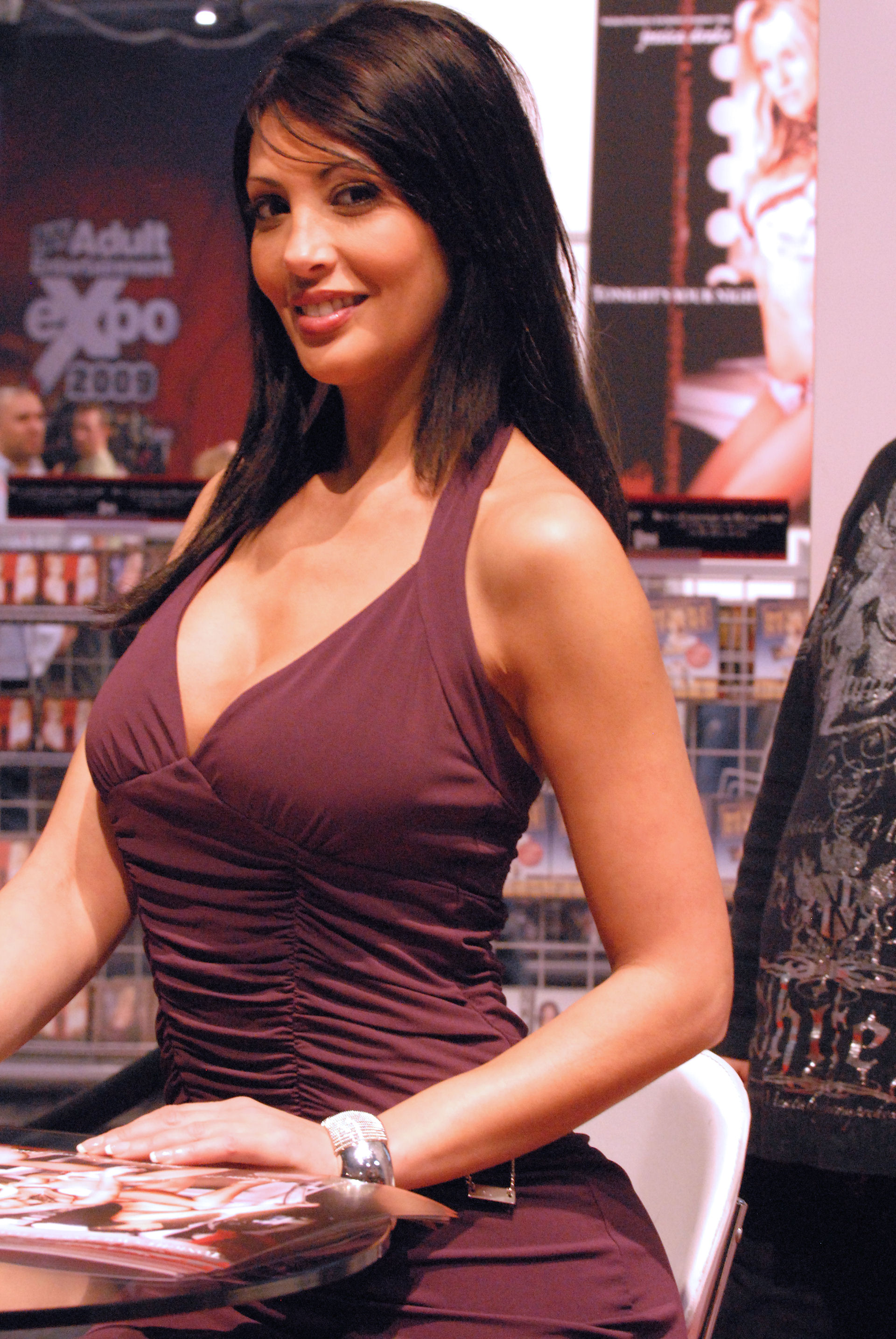
Yasmine Lafitte bei der AVN Adult Entertainment Expo 2009

Yasmine Lafitte (* 1. Oktober 1973 in Tahar Souk, Marokko) als Hafida El Khabchi ist eine französisch-marokkanische Pornodarstellerin.

## Leben
Lafitte begann eine Ausbildung zur Krankenschwester, während sie zunächst nur vereinzelt in einigen französischen Pornofilmen, darunter Priscila Vices & Prostitution (2004) unter der Regie von Alain Payet, mitspielte. Nachdem sie die Hauptrolle in der Reihe The Story of… von Hervé Bodilis im Jahr 2006 gespielt hatte, schloss die Firma von Marc Dorcel mit ihr einen Exklusivvertrag ab. Als Exklusivdarstellerin erlangte sie in der Folgezeit internationale Anerkennung. Sie wurde mehrfach als beste europäische Darstellerin ausgezeichnet.
Parallel zu ihrer Karriere als Darstellerin schreibt sie als „Sexy Coach“ in der Zeitschrift FHM eine Kolumne.
Yasmine spielte im Kinofilm, Un homme perdu, der libanesischen Regisseurin Danielle Arbid mit den Schauspielern Alexander Siddig und Melvil Poupaud mit. Der Film wurde bei den Internationalen Filmfestspielen von Cannes 2007 gezeigt. Im Jahr 2008 spielte sie in dem Film MR-73, von Olivier Marchal mit.
Im Februar 2008 erneuerte sie ihren Vertrag mit Marc Dorcel. Zu ihren erfolgreichsten Filmen gehört die mehrfach mit Preisen ausgezeichnete Big-Budget-Produktion Casino – No Limit aus dem Jahr 2008 von Hervé Bodilis.

## Auszeichnungen
- 2007: Eroticline Award – Beste Europäische Darstellerin
- 2007: Internationales Festival der Erotik von Brüssel Europäischer X Award – Beste Darstellerin
- 2008: Internationales Festival der Erotik von Brüssel Europäischer X Award – Beste Darstellerin
- 2008: Eroticline Award – Beste Europäische Darstellerin

## Filmografie (Auswahl)
- 2006: Story of Yasmine
- 2007: Yasmine – Les Trottoirs de l'est
- 2007: Yasmine A La Prison De Femmes
- 2007: Yasmine and the Masseuses
- 2007: Flight No DP 69 (Dorcel Airlines)
- 2007: French Connexion
- 2008: Yasmine à l'école d'infirmieres
- 2008: Yasmine – Bordel De Luxe
- 2008: Russian Institute – Lesson 10
- 2008: Casino – No Limit